# 존 밴에이슨
존 밴에이슨(영어: John Van Eyssen, 1922년 3월 19일 ~ 1995년 11월 13일)은 남아프리카 공화국 출신으로 영국에서 활동했던 배우, 영화 프로듀서이다. 해머사 영화 《괴인 드라큐라》(1958)에서 조너선 하커 역으로 출연했다. 말년에 잉그리드 버그먼과 교류했다.

## 출연 작품
- 더 크리미널 (1960)
- 블라인드 데이트 (1959)
- 칼튼-브라운 오브 더 F.O. (1959)
- 괴인 드라큐라 (1958)